# Політвидав
Видавництво політичної літератури ЦК КПРС (Політвидав; рос. Издательство политической литературы ЦК КПСС; Политиздат) — центральне партійне видавництво Радянського Союзу, що працювало у Москві протягом 1918—1991 років. У лютому 1992 року, після розпаду СРСР та заборони діяльності КПРС, на його базі створене видавництво «Республіка».

## Історія
Видавництво засноване в Москві у 1918 році як партійне видавництво «Комуніст» (у 1919 році увійшло до Держвидаву РРФСР як відділ партійної літератури). З 1931 року — Партвидав, 1940 року Партвидав злився із Соцекгізом, із січня 1941 року отримав назву Держполітвидав, із 1963 року — Політвидав.
Продукцією підприємства були:
- твори класиків марксизму-ленінізму, матеріали та рішення з'їздів КПРС, пленумів ЦК КПРС та інші партійні документи, доповіді, виступи та праці керівників КПРС і СРСР, комуністичних і робітничих партій інших країн;
- наукова, науково-популярна та навчальна література з наукового комунізму, марксистсько-ленінської філософії, політекономії, історії КПРС, партійного будівництва, наукового атеїзму, зовнішньої політики СРСР, світового революційного процесу;
- художньо-документальна література, календарні видання.

Видавництвом видано:
- повне зібрання творів Володимира Леніна в 55 томах (1958—1965 роки), Ленінські збірники, 2-е видання творів Карла Маркса і Фрідріха Енгельса, біографії Карла Маркса, Фрідріха Енгельса, Володимира Леніна, «Спогади про Володимира Леніна» (5 томів), 10-томне видання «Комуністична партія Радянського Союзу в резолюціях і рішеннях з'їздів, конференцій і пленумів ЦК», роботи Леоніда Брежнєва «Ленінським курсом» (7 томів), «Мала земля», «Відродження», «Цілина» та інші[2];
- книжкові серії «Про життя і про себе», «Герої Радянської Батьківщини», «Полум'яні революціонери», «Владики капіталістичного світу», «За фасадом буржуазних теорій».

Зведені показники видавничої діяльності видавництва були наступні:
- 1973 рік — випущено 398 назв загальним накладом 108 676 тисяч примірників, обсягом 1 431 326 тисяч друкованих аркушів-відтисків, що становило 20 % усієї виданої в країні літератури із суспільно-політичних і соціально-економічних проблем;
- 1979 рік — випущено 389 книг і брошур накладом близько 70 мільйонів екземплярів[2];
- 1984 рік — випущено 413 книг і брошур накладом понад 80,1 мільйона екземплярів[3].

У 1970 році видавництво нагороджене орденом Трудового Червоного Прапора.